# Pont sobre el riu de Baiasca
El Pont sobre el riu de Baiasca és una obra de Llavorsí (Pallars Sobirà) inclosa a l'Inventari del Patrimoni Arquitectònic de Catalunya.

## Descripció
Construït per damunt l'engorjat que forma el riu de Baiasca, es troba aquest antic pont avui mig cobert de bardisses i fora d'ús, al costat mateix de l'actual pont del camí d'Arestiu i Baiasca.
És assentat directament sobre la roca tallada a tal fi, on es recolzen els arrencaments de la seva única arcada de mig punt, construïda amb pedra pissarrosa sense desbastar, que salva a gran alçada el profund tallat que han excavat les aigües.